# 二条持基
二条 持基（にじょう もちもと）は、室町時代中期の公卿・歌人。

## 生涯
父は関白の二条師嗣で次男。母は参議の東坊城長綱の娘。初名は基教（もとのり）という。応永17年（1410年）に兄の満基が急死したため、その養子となって家督を継いだ。応永31年（1424年）、称光天皇の関白となる。正長元年（1428年）に称光天皇が崩御し、後花園天皇が即位すると摂政に転じた。永享5年（1433年）に関白となる。官位は従一位太政大臣になった。
書道や歌道にも優れ、京都郊外の岩倉の別邸で歌会を何度も催している。『新続古今和歌集』には持基の詠歌が収められている。
文安2年（1445年）11月3日に死去。享年56。家督は子の持通が継いだ。

## 経歴
※ 日付＝旧暦
- 応永16年（1409年）、正五位下左近衛少将
- 応永17年（1410年）、従四位下、正四位下備前権介権中納言、従三位
- 応永18年（1411年）、正三位権大納言
- 応永19年（1412年）、従二位
- 応永21年（1414年）、正二位
- 応永26年（1419年）、左近衛大将内大臣。翌年に両職とも辞職。
- 応永27年（1420年）、左大臣。応永32年（1425年）に辞職。
- 応永28年（1421年）、従一位
- 応永31年（1424年）、関白。正長元年（1428年）に辞職。
- 応永33年（1427年）、左大臣。永享元年（1429年）に辞職。
- 正長元年（1428年）、摂政。永享4年（1432年）に辞職。
- 永享4年（1432年）、摂政。太政大臣。翌年に辞職。
- 永享5年（1433年）、関白。死去まで。

## 系譜
- 父：二条師嗣（1356-1400）
- 母：参議東坊城長綱の娘
- 養父：二条満基（1383-1411）
- 妻：石橋殿 - 石橋信乗の姉妹
  - 男子：二条持通（1416-1493）
- 生母不明の子女
  - 男子：尊応
- 養子
  - 男子：隆快